# التحفة المدنية في العقيدة السلفية
التحفة المدنية في العقيدة السلفية هي رسالة شرح فيها حمد بن ناصر بن معمر (المتوفى في سنة: 1225هـ) اعتقاد أهل السنة والجماعة في باب الأسماء والصفات، إجابة على سؤال بُعث إليه من المدينة المنورة يطلب فيها السائل الإفصاح عن معتقد محمد بن عبد الوهاب ومعتقد تلاميذه من بعده، في أسماء الله وصفاته.

## أسماء الكتاب
لم يقم مؤلف الرسالة بوضع عنوان لها، ولذا اختلفت النسخ في عنوانها، فكل ناسخ يضع عنوانًا يرى أنه مناسب لموضوع الرسالة، والعناوين هي:
- النسخة في الصفات.
- اعتقاد الشيخ محمد بن عبد الوهاب.
- الفواكه العذاب في معتقد الشيخ محمد بن عبد الوهاب في الصفات.
- التحفة المدنية في العقيدة السلفية.